# أوراهي
قرية أوراهي، هي إحدى قرى مقاطعة سارلاهي التابعة لمديرية جاناكبور الواقعة في جنوب شرق النيبال وفقًا لتعداد عام 1991 بلغ عدد سكانها 4603 والأسر 796 أسرة.